# نادي تربيت بدني يزد
نادي تربيت بدني يزد أي نادي التربية الرياضية في مدينة يزد (بالفارسية: تربیت ‌بدنی یزد) ، أسست عام 1991م، وكانت مقرها في مدينة يزد الإيرانية، وأنحلت عام 2012م.